# 荊山公主

荊山公主（?—?），唐朝公主，是中国唐朝第五代皇帝唐睿宗李旦的女儿。《新唐书》列传第八称：“荆山公主，下嫁薛伯阳。”
唐睿宗之女的封号都是国名或郡名，荊山只是县名。睿宗有女凉国公主嫁薛伯阳；鄎国公主初封荊山县主。荊山公主可能是凉国公主、鄎国公主两个公主的混记。  